# Acalolepta novaguineae
Acalolepta novaguineae är en skalbaggsart som först beskrevs av Gilmour 1956.  Acalolepta novaguineae ingår i släktet Acalolepta och familjen långhorningar. Inga underarter finns listade i Catalogue of Life.